# Tai Tch’enne Linne
Tai Tch’enne Linne, även känd som Dai Chenlin, född 1872 i Haiyan i Zhejiang, död 1960 i Peking, var en kinesisk diplomat.
Som ung studerade han franska vid det statliga språkkollegiet Tongwenguan (同文館) i Peking och fortsatte sedan sina studier vid Institut d'études politiques de Paris. Efter examen tjänstgjorde han som attaché, översättare och sekreterare vid Qingimperiets legation i Paris. Efter Xinhairevolutionen var han verksam som Republiken Kinas minister i Spanien och Portugal (1913) och Vatikanstaten (1918). Åren 1922-1925 var han Kinas minister i Stockholm med sidoackreditering i Oslo. 1926 återvände han till Peking för att tjänstgöra vid utrikesministeriet.
Efter Folkrepubliken Kinas grundande 1949 fick han på rekommendation av Shen Junru en tjänst vid Centrala institutet för kultur- och historieforskning (中央文史馆). Han avled vid 88 års ålder i Peking.

## Källa
- Kort biografi från Baike Baidu.